# Jonathan Taylor (ski alpin)
Pour les articles homonymes, voir John Taylor.
Jonathan Taylor est un skieur alpin britannique né le 12 octobre 1943. 
Il a représenté la grande-bretagne aux épreuves de ski alpin aux jeux olympiques d'hiver de 1964.

## Résultats sportifs
- Slalom de ski alpin aux jeux olympiques de 1964 :

| Temps 1 | Rang | Temps 2 | Rang |
| ------- | ---- | ------- | ---- |
| 1:08.73 | 54   | 1:01.33 | 31   |

- Descente de ski alpin aux jeux olympiques de 1964 : Disqualifié

## Source
- (en) Cet article est partiellement ou en totalité issu de l’article de Wikipédia en anglais intitulé « Jonathan Taylor (alpine skier) » (voir la liste des auteurs).